# Ludvig Strigeus
Ludvig Strigeus (Göteborg, 15 gennaio 1981) è un ingegnere e programmatore svedese.

## Biografia
È conosciuto per lo sviluppo di software come μTorrent (client BitTorrent), OpenTTD e ScummVM. Ha un Master of Science in Computer Science e la laurea in Ingegneria della Università di tecnologia Chalmers; è attualmente impiegato come ingegnere software presso Spotify AB. Vive a Göteborg.
Il suo team ha vinto PuzzleCrack nel 2005.

## Software
- µTorrent - client BitTorrent leggero per Microsoft Windows e macOS (closed-source)
- ScummVM - interprete di motori grafici di giochi di avventura, come SCUMM di LucasArts
- OpenTTD - motore del gioco Transport Tycoon molto migliorato rispetto all'originale (con le funzioni TTDPatch implementate e migliorate, come il multiplayer)
- Trac - strumento di gestione dei progetti (contributo minore)
- Port di Dr. Mario e Kwirk per il computer TI-89
- "The Idiot" - gioco di carte per Windows
- WebWorks - un editor testuale per HTML